# Børsgraven
Børsgraven var indtil 1866 en kanal på Slotsholmen i København. Den lettede transport af varer til og fra Børsen. Den blev herefter fyldt op, og på dens plads ligger nu Slotsholmsgade.
I dag bruges navnet Børsgraven undertiden om det stykke af Slotsholmskanalen som ligger mellem Holmens Bro og havnen – med andre ord på den modsatte side af Børsen.
55°40′32.9″N 12°35′7.5″Ø / 55.675806°N 12.585417°Ø